# Fan Zhen
Fan Zhen (ok. 450-510/515) – chiński filozof i uczony konfucjański, krytyk buddyzmu. Występował przeciwko mistyce i idealizmowi, dowodził, że świat pozaziemski nie istnieje.
Jego ojczyzną była komanderia Nan, położona na terenie dzisiejszej prowincji Henan. Pochodził z ubogiej rodziny, dzięki determinacji zdołał jednak zdobyć klasyczne wykształcenie konfucjańskie i rozpocząć karierę urzędniczą. Działał na dworze południowej dynastii Qi, a po jej upadku w państwie Liang. Był m.in. gubernatorem Yidu w prowincji Hubei w latach 494-497.
Napisał antybuddyjski traktat Shenmie lun (神滅論; «O zniszczalności duszy»), w którym podważał sens buddyjskiej nauki o reinkarnacji. Dowodził w nim, że dusza jest tylko jedną z funkcji ciała i nie posiada atrybutu nieśmiertelności. Relację między ciałem a duszą przyrównał do relacji między nożem a ostrością noża: gdy nóż nie istnieje, nie można też mówić o jego ostrości. Odwołując się do konfucjańskiej deterministycznej doktryny o kierującym losami świata Niebie, negował również istnienie prawa karmy.
Sprzyjający buddyzmowi cesarz Liang Wudi oficjalnie potępił dzieło Fan Zhena i nakłonił kilkudziesięciu dworskich uczonych do napisania esejów, w których obalali oni przedstawione w nim tezy. Pomimo presji Fan nie odwołał swoich poglądów. Ostatecznie skazano go na wygnanie, po pewnym czasie cesarz darował mu jednak winy i zezwolił na powrót do stolicy.